# Adrian Lamo
Adrian Lamo (rojen 21. februarja 1981 v Massachusettsu v Bostonu) je bil kolumbijsko-ameriški analitik za grožnje nacionalne varnosti in nekdanji heker, znan kot “Homeless Hacker” (brezdomni heker). Vzdevek je pridobil, zato ker pri hekerskih napadih ni nikoli uporabljal svojega računalnika, temveč računalnike iz javno dostopnih mest (knjižnice, univerze, kavarne). Njegovi visokokakovostni računalniški vdori in vpletenost v preiskavo WikiLeaksa so bili navedeni v številnih televizijskih prispevkih, novinarskih člankih, več dokumentarnih filmih (Hackers Wanted, We Steal Secrets), celo operi, gledališki igri in številnih knjigah (American Computer Criminals, Adrian Lamo). Po priznanju za vdor v New York Times in Microsoft, je Lamo svojo kariero preusmeril na področje nacionalne varnosti in kritične infrastrukture. Sedaj živi v Wichiti, Kansasu, v Združenih državah Amerike, zaposlen pa je pri ProjectVIGILANT.

## Zgodnje življenje
Adrian Lamo se je rodil 20. februarja 1981 v Massachusettsu, Bostonu. Čeprav srednje šole ni nikoli dokončal, je kasneje prejel tako imenovano GED (General Educational Development) -splošno diplomo. Kasneje je Lamo pričel obiskovati akademijo (American River College), vendar pa je bil v času šolanja obsojen kaznivega dejanja, zato mu je sodišče odredilo hišni pripor. Sredi devetdesetih let je Adrian Lamo prostovoljno pristopil k medijskem podjetju PlanetOut.com. 
Leta 2004 je njegovo nekdanje dekle v intervjuju za revijo Wired povedalo, da jo je pretirano nadzoroval. S sabo naj bi nosil pištolo, ki naj bi jo uporabljal z razlogom, da bi jo ustrahoval. Sodišče mu je na podlagi tega izdalo prepoved približevanja, kar je Lamo kasneje zanikal. 
Leta 2010 je zaradi kraje nahrbtnika prijavil tatvino, med dajanjem izjave pa so opazili njegovo nenavadno vedenje ter mu odredili 72-urno neprostovoljno pridržanje, ki se je podaljšalo na devet dni. Po opazovanju so ga premestili na psihiatrični oddelek ter ugotovili, da ima Aspergerjev sindrom. Do marca 2011 se je Adrian skrival in zatrjeval, da je njegovo življenje ogroženo. V tem času e razvil tudi odvisnost od prepovedanih substanc, vendar je kasneje priznal, da okreva ter da se situacija izboljšuje.

## Kariera
Adrian Lamo je postal znan po hekerskih napadih v računalniške mreže The New York Times-a, Googla, Yahoo!-a in Microsofta. Poznan je bil kot “Homeless Hacker” saj nikoli ni uporabljal svojega računalnika za kriminalno početje, ampak je vedno to storil iz javno dostopnih omrežij (kavarne, knjižnice, univerze). Njegovo ime pa se velikokrat pojavi tudi na listi desetih najbolj znanih hekerjev. Ko je leta 2002 napadel The New York Times, se je dokopal do osebnih podatkov ljudi, ki so pisali za najbolj ugledni ameriški časopis, pri tem pa je dodal svoje ime k njihovi bazi strokovnih virov. Med vdorom naj bi izdal račun v vrednosti 300 tisoč ameriških dolarjev podjetju LexisNexis.  Zaradi svojih vdorov je bil leta 2004 tudi obsojen. Po prestani kazni se je začel ukvarjati z novinarstvom in pisanjem, predvsem na temo nacionalne varnosti. Njegova dela so bila objavljena v Forbes, The Guardian, Newsweek, Time, Network World, PandoDaily, Mobile Magazine, Pentest Magazine in v 2600 Magazine. Sodeloval je tudi z vojsko CID (U.S. ARMY Criminal Investigation Command) ter z drugimi vladnimi organizacijami pri preiskavi WikiLeaksa in Chelsea Manninga  (leta 2010 je npr. Lamo ameriško vojsko obvestil o aktivnostih vojaka Bradleyja Manninga (danes Chelsea Manning), ki je WikiLeaksu predal na tisoče zaupnih dokumentov).  Zelo aktiven pa je tudi na spletnem portalu Quora, kjer njegovi odgovori na vprašanja prejemajo tudi več milijonov ogledov na mesec.

## Odkritje
New York Times je vložil tožbo zoper Lama leta 2002, nato pa se je pričela 15-mesečna preiskava, ki so jo izvedli zvezni tožilci v New Yorku. 9. septembra 2003 se je po nekaj dnevnem skrivanju predal policiji v Sacramentu v Kaliforniji. 8. januarja 2004 pa je priznal svojo krivdo na sodišču za vdore v Microsoft, LexisNexis in New York Times. Kasneje leta 2004 je bil Lamo obsojen na šestmesečni hišni pripor pri njegovih starših, dve leti pogojne kazni, prav tako je moral plačati približno 65.000 ameriških dolarjev odškodnine.

## Dosežki
Adrian Lamo je močno znan v hekerski in splošni javnosti. Bil je petkratni gost v ameriški oddaji The Screen Savers, prav tako pa so po njem posneli dokumentarni film z naslovom Hackers Wanted. Njegovo delo je bilo citirano v številnih knjigah in revijah, prav tako pa je bil predmet gledališke produkcije in opere. Na področju filmov in filmskih produkcij, je imel Lamo velik vpliv, saj je deloval v vlogi svetovalca. Pojavil se je tudi na Good Morning America, Fox news, CNN, New TechTV, BBC in večkrat na KCRA -TV News kot strokovnjak za kriminal in varnostne incidente. Poleg vseh dosežkov, je Adrian napisal svojo prvo knjigo, z naslovom Ask Adrian, ki je zbirka njegovih vprašanj in odgovorov na portalu Quora, ki zajemajo več kot 500 strani odgovorov, ki so skupaj prejeli več kot 28 milijonov ogledov. 